# Abschalteinrichtung
Eine Abschalteinrichtung bezeichnet im Fahrzeugbau eine Vorrichtung, welche die Abgasreinigung abschaltet. Ihre Verwendung bei der Abgasreinigung von Verbrennungsmotoren ist durch den VW-Abgasskandal in der breiten Öffentlichkeit bekannt geworden. Alternativ wird auch von Thermofenster gesprochen, wenn die Abschalteinrichtung nur bei bestimmten Temperaturen aktiviert wird.

## Abschalteinrichtungen in der Abgasreinigung von Fahrzeugen
In Kraftfahrzeugen mit Verbrennungsmotoren werden Abgasreinigungsanlagen eingesetzt, um den Ausstoß von schädlichen Stoffen in den Abgasen zu senken. Diese werden mit Abschalteinrichtungen versehen, die unter bestimmten Betriebsbedingungen Teile der Abgasreinigung außer Funktion setzen, um den Betrieb des Motors unter Inkaufnahme erhöhter Abgaswerte auch unter diesen Bedingungen aufrechtzuerhalten. Derartige Abschalteinrichtungen bestehen aus einer Kombination von einer Zykluserkennung unter Verwendung mindestens einer Messeinrichtung oder eines Timers in einem Steuergerät (etwa auf Dauer des Fahrzyklus programmiert) und der eigentlichen Abschaltfunktion, die auf ein Stellglied einwirkt, die in das Emissionskontrollsystem des Fahrzeugs eingreift.
Oft schaltet bei einer Abschalteinrichtung die Motorsteuerung auf ein entsprechend schadstoffarmes Kennfeld um. Im Alltagsbetrieb wird dieses Kennfeld nicht benutzt. Abschalteinrichtungen können aber auch bewirken, dass ein Automatikgetriebe bei Abgasmessungen anders schaltet, als während der Fahrt.
Ist die Abschalteinrichtung so programmiert, dass die „Wirksamkeit des Emissionskontrollsystems unter Bedingungen, die bei normalem Fahrzeugbetrieb vernünftigerweise zu erwarten sind, verringert wird“, ist sie in der EU grundsätzlich unzulässig (sogenannte Schummelsoftware). Sinngemäß Ähnliches gilt für die USA. Ausnahmen bestehen nur zum Schutz des Motors vor Beschädigung, beim Anlassen des Motors sowie unter Bedingungen, die im festgelegten Prüfverfahren im Wesentlichen enthalten sind. Die bisherige Praxis vieler Hersteller, quasi jegliche Abschalteinrichtungen, insbesondere eingeschränkte Temperaturbereiche (Thermofenster), mit Motorschutz zu rechtfertigen, ist unzulässig. Als erstes deutsches Gericht stufte das Landgericht Köln am 29. Dezember 2020 in einem Verfahren gegen die Volkswagen AG die Motorsteuerungssoftware (in diesem Fall V-TDI-Motor EU4) als unzulässige Abschalteinrichtung ein. Durch den Einbau der unzulässigen Abschalteinrichtung sei das Kraftfahrt-Bundesamt (KBA) bewusst getäuscht worden; zugleich habe sich die Volkswagen AG sittenwidrig gegenüber dem klagenden Käufer verhalten. Wie die Rechtsanwaltskanzlei Decker & Böse als Klägervertreter berichtete, sei durch das Verfahren klar geworden, dass der VW-Abgasskandal offenbar eine viel größere Dimension habe als bislang bekannt.
Die Abgrenzung einer unzulässigen Abschalteinrichtung, die abhängig von der Erkennung eines Fahrzyklus deaktiviert wird, von einer Abschalteinrichtung zum Schutz von Motor und Komponenten ist schwierig. Bei enger Kopplung an die Bedingungen des Fahrzyklus (Umgebungstemperatur, Strecken-/Geschwindigkeits-Zeit-Verlauf, Lenkwinkel) liegt der Verdacht nahe, dass es sich um ersteres handelt. Seit 2016 müssen in der EU die Arten und Bedingungen für unterschiedliches Vorgehen zum Abgasverhalten (sogenannte Base emission strategy (BES) und Auxiliary emission strategy (AES)) gegenüber der Zulassungsbehörde offengelegt werden. Mit der Einführung des Nachweises der Emissionen im praktischen Fahrbetrieb in der EU ist ein Zuschnitt auf die genauen Bedingungen des Fahrzyklus deutlich erschwert.
Ein systematischer Verstoß gegen dieses Verbot von Abschalteinrichtungen war 2015 Grundlage des VW-Abgasskandals. Der Einsatz derartiger Technik fand jedoch mindestens seit 1973 statt und betraf auch andere Fahrzeughersteller wie Chrysler, General Motors, Toyota, Cadillac, Honda und BMW und auch LKW-Hersteller.
Bekannt geworden sind Abschalteinrichtungen v. a. bei den Motorenreihen EA189, EA288, EA897 des VW-Konzerns sowie OM642 und OM651 des Daimler-Konzerns. Emissionsmessungen der Deutschen Umwelthilfe an weiteren Fahrzeugen auch anderer Hersteller zeigten auffällige Überschreitungen der gesetzlichen Grenzwerte im realen Fahrbetrieb.